# Masdevallia xylina
Masdevallia xylina är en orkidéart som beskrevs av Heinrich Gustav Reichenbach. Masdevallia xylina ingår i släktet Masdevallia och familjen orkidéer. Inga underarter finns listade i Catalogue of Life.